# SS Conch (1892)
La Conch  fu un petroliera britannica affondata per urto contro gli scogli a 15 miglia dal porto di Galle, Ceylon, il 3 giugno 1903.

## Storia
Verso la fine degli anni ottanta del XIX secolo i fratelli Marcus e Sam Samuel, proprietari della M. Samuel & Company decisero segretamente di entrare nel commercio del petrolio dell'Estremo Oriente, allora monopolio della Standard Oil Corporation, usando delle navi di loro proprietà. A quel tempo l'olio/cherosene veniva trasportato in casse di legno, ognuna delle quali conteneva due lattine rettangolari contenenti 5 galloni USA. A quel tempo le navi per il trasporto del petrolio dovevano navigare intorno al Capo di Buona Speranza per raggiungere l'Oceano Atlantico, in quanto la società che gestiva il canale di Suez non consentiva quindi il trasporto di olio sfuso attraverso il canale per motivi di sicurezza, sebbene fosse un commercio molto redditizio.
Per prima cosa i due fratelli dovettero costruire nuove navi con serbatoi per trasportare il petrolio sfuso in tutta sicurezza al fine di ottenere l'autorizzazione al transito dalla Compagnia del Canale di Suez. Insieme all'ingegnere navale James Fortescue Flannery,  il giovane Marcus progettò quattro navi dotate di grandi serbatoi per il petrolio al loro interno. Alla fine di giugno 1892 i due avevano costruito quattro navi presso il cantiere navale W. Gray & Company a Stockton, denominate Murex, Conch, Turbo e Clam. Prima unità ad entrare in servizio fu la Murex, seguita dalla Conch. Dopo aver avviato questo proficuo trasporto di petrolio, il 18 ottobre 1897 i Samuels cambiarono il nome della loro azienda in The Shell Transport & Trading Co..  Nel 1903 la Conch salpò da Novorossijsk carica di petrolio, arrivando a Colombo, Ceylon. Il 3 giugno 1903 la nave salpò da Colombo per raggiungere Madras, in India, dove doveva consegnare il carico. Mentre era in navigazione lungo la costa, la Conch urtò gli scogli vicino ad Ambalangoda, 15 miglia dal porto di Galle. Furono subito informati via telegrafo gli agenti locali, Messrs, Delmege, Forsyth & Co., e venne prontamente mandato sul posto un ingegnere dell'azienda, il signor Bank, al fine di accertare l'entità del danno subito dalla nave. La notizia del disastro, con la perdita totale del piroscafo, venne ricevuta dagli agenti del Lloyd Messers, Clark Spence & Co.  Il signor H.C. Peterson, della Clark Spence & Co., il signor Titley, della Messeas, Coates & Co., il comandante Allendant, il signor Twynam e alcuni poliziotti, vennero mandati sul posto.
La nave era al comando del capitano Ernest James MacKenzie, e a causa del grave danno allo scafo, giudicato subito irreparabile, dovette essere abbandonata dall'equipaggio, affondando, dopo essersi spezzata in due il 4 giugno. Il carico petrolifero trasportato aveva un valore di 15.000 sterline, e fuoriuscì in mare. Il relitto, individuato nel 2005 dalla Maritime Archaeology Unit (MAU), giace a una profondità variabile da 20 a 22 m.

### Annotazioni
1. ↑  Il 1º gennaio 1907 la Shell Transport and Trading Co. si fuse con la Royal Dutch Petroleum Co. per diventare il gruppo di società Royal Dutch Shell.

### Fonti
1. ↑  Dive Sri Lanka.
2. ↑  Wrecksite.
3. 1 2 3 4 5 6 7 8 9 10 11 12 13 14  Archaeology.
4. ↑  Parthesius, Sharfman 2020, p. 37.
5. 1 2 3  Parthesius, Sharfman 2020, p. 38.
6. 1 2  The Ceylon observer, Wednesday evening June 3, 1903, page 05.